# بوردة (فناسة باب الحيط)
بوردة هي إحدى مشيخات المملكة المغربية، تتبع جغرافيا لإقليم تاونات وإداريًا لفناسة باب الحيط. يقدر عدد سكانها بـ 4795 نسمة حسب الإحصاء الرسمي للسكان والسكنى لسنة 2004.